# 笹目神社

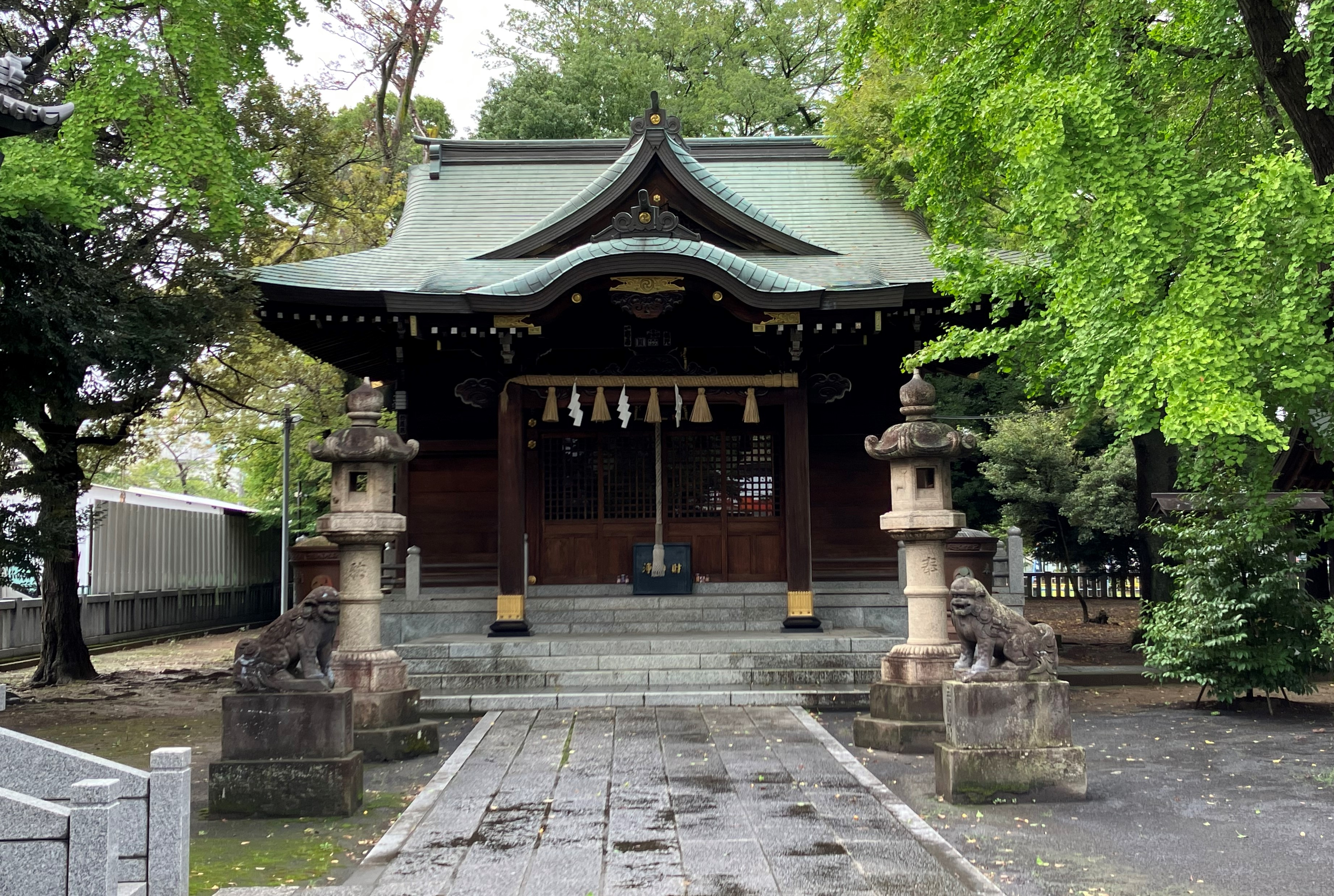
社殿

笹目神社（ささめじんじゃ）は、埼玉県戸田市の神社。

## 歴史
創建年代は不明である。ただ「元禄九年（1696年）」銘の御幣が所蔵されていることから、江戸時代前期には既に存在していたものと推測される。その御幣には「聖（ひじり）大権現」と記されており、当初は「聖大権現」「聖社」と称されていた。「延命寺」が別当寺であった。延命寺は一乗院を本寺とする真言宗の寺院であり、社号から修験道当山派が深く関係していたと推測されるが、明治初期の神仏分離により、廃寺に追い込まれた。
1873年（明治6年）、近代社格制度に基づく「村社」に列せられ、1907年（明治40年）の神社合祀により、周辺の8神社が合祀された。これを機に地名を冠する「笹目神社」に改称した。

## 文化財
- 笹目神社神馬（戸田市指定文化財 昭和56年4月10日指定）[2]

## 交通アクセス
- 路線バス聖橋停留所より徒歩6分。